# Spododes latidens
Spododes latidens är en fjärilsart som beskrevs av Paul Dognin 1914. Spododes latidens ingår i släktet Spododes och familjen mätare. Inga underarter finns listade i Catalogue of Life.